# 与作 (ゲーム)
『与作』（よさく）は、1979年に各社から発売されたアーケードゲームである。ここでは主に、新日本企画（後のSNK）が1979年にリリースしたアクションゲームについて説明する。
後にリリースされたカセットビジョン版の移植が有名であり、こちらは『きこりの与作』（きこりのよさく）のタイトルで知られる。

## 概要
北島三郎の楽曲『与作』をモチーフとしている。
新日本企画は当時タイトーと提携し、タイトーよりライセンスを得て『ブレイクアウト』と『スペースインベーダー』の亜流作品を何本か制作していたが、それらの亜流作以外のゲームは本作が初となる。また、同時に新日本企画にとって初のアクションゲームとなる。なお、『与作』のメロディの使用にあたっては日本音楽著作権協会(JASRAC)より正式な許諾を受けている。
なお、同社の初のオリジナルゲームは同年の『オズマウォーズ』となる。
1979年当時、「インベーダーゲーム」（タイトーの『スペースインベーダー』およびその亜流作品）の次のヒットを狙う「ポスト・インベーダー」がゲーム業界で模索されていた時期であり、当時大ヒット中の歌謡曲『与作』に便乗した「与作系」というべき作品が、新日本企画以外にも複数の中小メーカーからアーケードでリリースされている。各社の『与作』がそれほどヒットした形跡はないが、新日本企画は大手ゲーム会社の「SNK」として21世紀以降まで存続しており、また新日本企画の『与作』は『与作』系ゲームとしては唯一家庭用ハードにも移植されているため、本稿では新日本企画の『与作』を中心として述べる。アーケード版テーブル筐体の定価は60万円。

## ゲームプレイ
プレイヤーは木こりの「与作」となり、敵キャラクターを避けながら木を切り倒すのが目的。新日本企画純正のコンパネは左右2方向レバー（与作）＋1ボタン（オノ）構成。
ゲーム開始時に北島三郎の楽曲「与作」のメロディが流れる。また、与作がミスした際にはベートーヴェンの「運命」が流れ、ショパンの「葬送行進曲」とともに昇天する。木を切る時には『龍虎の拳』のSEに似た「パコーン」と言う気持ちいい音が出る。
与作は蛇とイノシシに当たると昇天するので、斧で倒すか木の影に隠れてやり過ごす。また、木を切っている最中に木の枝が落ちて来て、それにあたっても昇天する。また、鳥の糞に当たると与作は痺れて一定時間動作不能となる。
木を3本切り倒すと次の面が現れる。
自キャラの動作が遅いうえに当たり判定が大きいのと、アーケード基板のスペックを生かして木の枝・蛇・鳥の糞が大量に高速に現れるので、それらに挟まれて昇天が不可避になることがままある。このようにゲームとしてはあまり完成度が高くないが、「敵キャラクターを避けながら木を切り倒す」と言うアイデア自体は他社から盛んに模倣されるほどに評価されたようで、後に発売された他社の亜流版や家庭用の移植版では、敵を見切って避けられる程度に与作を強化するなど、まともに遊べるように難易度が調整されているものもある。

## 移植版

### ネオジオポケット版
2000年にSNKが発売したネオジオポケットカラー専用ソフト『ザ・キング・オブ・ファイターズ バトルDEパラダイス』をモノクロのネオジオポケットで起動すると、隠しゲーム「YO・SA・KU」として収録されている『与作』のアレンジ移植が遊べる。また、カラー本体でもゲーム内のポイントであるAPを100万以上溜めることで解禁される最後の隠しバトルゲームとしてプレー可能になる。
ネオポケの解像度に合わせた調整が入っているが、色以外のプレイ感はアーケード版をなるべく再現している。ドット絵ながら、鳥の糞がはっきりとウンコの形をしている。イノシシを倒すタイミングはシビア。BGMや効果音も再現されているが、音はよくない。
2022年発売の『NEOGEO POCKET COLOR SELECTION Vol.2』に『ザ・キング・オブ・ファイターズ バトルDEパラダイス』が収録されたことにより、Nintendo SwitchやPC（Steam）でも与作が遊べるようになった。

### 非公式他機種版
非公式な他機種版とその移植がいくつか存在する。

#### カセットビジョン版
1981年にエポック社によって『きこりの与作』の名でカセットビジョンに移植された。カセットビジョンのローンチタイトルであり、カセットのナンバリングは「1」である。カセットビジョンで最も人気のあったゲームでもある。
アーケード版では木が3本あったが、カセットビジョン版では2本となっている。木の枝の落下速度が遅くなっていたり、イノシシを斧で倒す当たり判定がマイルドになっていたり、イノシシをジャンプで避けることができるようになっているなど、オリジナルよりもかなり遊びやすくなっている。
カセットビジョンの開発者であるエポック社の堀江正幸は、「与作」と「ギャラクシアン」はAMショーで見たものをそのまま移植したと証言しているなど、移植であることは開発者からも何度か言及されているが、版権の処理がどうだったかについては明言を避けている。当時はアーケード作品をベースとした二次商品が許されていた時代だとも言われている。
以下に見られるように、後にいくつかのプラットフォームに移植されたものはこのカセットビジョン版をベースとしている。

#### X68000版
満開製作所のディスクマガジン「電脳倶楽部」に投稿されたもの。カセットビジョン版の移植である。与作のスピードが2倍になる裏ワザがある。
読者投稿であり、移植にあたってSNKやエポック社や『与作』の楽曲の著作権者の許諾を得ていない。

#### iPhone・iPod touch・iPad版
カセットビジョン版にインスパイアされたものがiOS 5.0以降向けに『Kikori』の名で公開されており、iTunesで購入できる。

## 評価
『BEEP!メガドライブ』（1992年8月号）の「バイナリ・アナリシス」（文責・渋谷洋一）において、「ポスト・インベーダー」すなわち『スペースインベーダー』の次を狙ったマイナーゲームの一作として本作が取り上げられている。プレイ感については「まるで幼稚で、はっきりいって全然、面白くなかった」と酷評している。ゲーム内容についても「まるで冗談から生まれてきたようなゲーム」「流行り物を題材に無理やりゲームにしてしまった感」と酷評しているものの、一方で「違った意味で既成の型を破る、この「与作」のような荒々しいインパクトのあるゲーム」と、ゲーム黎明期特有の勢いを評価している。なおサウンドについては「プログラマブル発信機（誤植は原文ママ）により、味のある素晴らしい効果音を奏でる」と高く評価している。
なお『与作』は新日本企画が開発したはずだが、「BEEP!メガドライブ」編集部の渋谷洋一が所有していた与作の基板には、タイトル画面に「YOSAKU GAME」、また「オルカコーポレーション」のコピーライト表記があり、渋谷も不思議がっていた。

## 与作系ゲーム
1979年6月号の「コインジャーナル」誌では、業界で噂になっているものの実物を誰も見たことがない「幻の名機」として、『与作』と称するゲームが取り上げられている。そのゲーム内容は、「インベーダーの変形」または「木こりが木を切る」とのこと。つまり、1979年5月当時、大ヒット中の歌謡曲『与作』に便乗する形で『与作』と題するゲームが各社で同時に制作され、ロケテストが各地で行われていたらしい。翌1979年7月号の「コインジャーナル」誌では、オーエム社の『与作』の存在が確認され、『与作』とはオーエム社の製品ということで決着した。オーエム社の『与作』は、新日本企画の『与作』とほぼ同じゲーム内容である。
一方、翌1979年8月号の「コインジャーナル」誌では、ウイング社（『ラッキー8ライン』で知られるウィングとは別企業）からリリースされた『与作とドン平』というゲームの広告が掲載されている。このゲームも、タイトル画面に「与作」とのみ表示されていたことから「与作」の名称で知られる。なお同時期にジャトレ社（後にニュージャトレとして『The野球拳』などで知られる）からリリースされた『与作とゴン平』は同一内容のゲームである。『与作と……』はインベーダーの基板を流用したインベーダーの亜流ゲームで、後にELEC GAME/新生工業（後のポピー）から『与作とドン平』の名でLSIゲームとして移植されている。定価は『与作とゴン平』（ジャトレ）が、35万8千円『与作とドン平』（ウイング）が51万5千円となっている。開発はヨリイエレクトロニクス社（斉藤好考社長）。『与作と……』はキャラクターデザインなどを変えた『権平』（豊栄産業）が存在する。『与作とドン平』のウイング社（天間松代社長）は埼玉県大里郡寄居町寄居に存在したカラオケ販売会社だったが2000年9月に民事再生申請を出している。
また、同じ1979年8月号の「コインジャーナル」誌には西日本販売の『与作』の広告も掲載されている。トップビューに近い視点で、与作が4方向レバーで上下左右に動き、9本の木を切り、猪の代わりに熊が出る。鳥の糞に当たると痺れて動けなくなるのはオーエム社の『与作』と同じである。
このように、『与作』という名称を持つ別々の作品がアーケードでかなりのメーカーからリリースされたことは、業界紙の「コインジャーナル」誌のほか「ゲームマシン」誌でも確認できる。アーケードTVゲームリスト国内・海外編(1971-2005)のメーカー別リストによると、発売が最も早いのはオーエム社で1979年8月、新日本企画からは1979年10月から発売となっている。また、1979年のゲームマシン誌上においても、新日本企画版よりも先駆けてオーエム版の広告が長期に渡り掲載され、新日本企画版の広告が掲載された後もオーエム版の広告は掲載され続けていた。当時「与作」を発売したゲーム会社のうち後世まで存続したのが新日本企画（SNK）のみであるため、新日本企画の『与作』のみが後世に知られるが、むしろ新日本企画の『与作』は他社の亜流であった可能性もある。
設立されて1年に満たない新日本企画を含め、『与作』系ゲームをリリースしたのはほとんどが無名の中小メーカーだが、大手ではセガもオーエム社より許諾を得て『与作』をリリースしたとの記録が、1979年10月開催の17回AMショーを特集した『ゲームマシン』（no.131、1979年11月15日）にある。また同誌では当時セガ傘下のエスコ貿易（1980年2月にセガに合併）も『与作』をリリースしていたことが確認できる（ゲームの詳細は不明だが、ゲームの説明を見る限りでは西日本販売と同じ内容らしい）。「ポスト・インベーダー」を見据えたイベントとしてマスコミの注目も高かった17回AMショーでは、「ポスト・インベーダー」を狙って複数のメーカーから『与作』系ゲームが出展されていたことが同誌から確認できる。
なお、実際に「ポスト・インベーダー」として17回AMショーで脚光を浴び、1979年末から1980年にかけて爆発的なヒットとなったのは、ナムコの『ギャラクシアン』であり、各社の『与作』系ゲームがヒットしたという記録はない。それでも翌1980年1月1日付の『ゲームマシン』（no.134）にも、中部センターというメーカーからリリースされた『ポンポコ与作』というゲームの広告がある。オーエム社の『与作』と見た目はほぼ同じだが、進んだ点は「タヌキが現れ与作を化かす」とのこと。開発は『ラットパトロール』と同じサンリツ電気らしい。当時遊んだ者の証言によると、昼と夜の2フェイズ構成で、夜にはタヌキが現れ、レバー操作が左右反転するとのこと。与作ブームはすでに終わっており、出回りはかなり悪かったらしい。

## 備考
- 本作との関連は不明だが、特に与作という名を持たずとも、当時は同様に木を切り倒すというジャンルの与作系のゲームはいくつか存在していた。例えば増田屋コーポレーションの電子ゲーム『ジャングル冒険と木こり』は2種類のゲームを内蔵しており、そのうちの1つが木を切り倒すゲームだった。

- 登場から40年以上が経過した作品である為、基板の方に関して現在では各バージョン（与作が木を切る方やカラスを撃ち落とす方も含む）共にヤフーオークションでの出品や、秋葉原などに存在する中古基板店などでも見掛ける事は近年[いつ?]、かなり減ってきている。